# Zale norda
Zale norda är en fjärilsart som beskrevs av Smith 1909. Zale norda ingår i släktet Zale och familjen nattflyn. Inga underarter finns listade i Catalogue of Life.